# Mustafa Yürür
Mustafa Yürür (* 26. Juni 1938 in Erzincan bzw. nach einigen Quellen in Istanbul) ist ein ehemaliger türkischer Fußballspieler und -trainer. Durch seine langjährige Tätigkeit für Galatasaray Istanbul wird er mit diesem Verein assoziiert. Er zählte in den 1960er Jahren zu den wichtigen Spielern Galatasarays und war während dieser Zeit an vielen Erfolgen seines Vereins beteiligt. Mit 222 Spielen befindet er sich in der Liste der Spieler mit den meisten Erstligaeinsätzen für Galatasaray auf dem 17. Platz. Zu Spielerzeiten war er eher unter seinem Spitznamen Böbrek Mustafa (dt. Mustafa die Niere) bekannt.

## Spielerkarriere

### Verein

#### Jugendjahre, Sarıyer SK und Beykozspor
Yürür wuchs in der türkischen Metropole Istanbul auf und begann mit dem Vereinsfußball 1955 in der Jugendabteilung von Fenerbahçe Istanbul. Da er hier nicht in die Profimannschaft aufgenommen wurde, wechselte er zum Sommer 1956 zum Istanbuler Verein Sarıyer SK. Mit diesem Klub nahm er an der im Sommer 1956 neueingeführten İstanbul İkinci Profesyonel Ligi, auch unter dem Namen İstanbul İkinci Profesyonel Küme geläufig, (dt. dt.: 2. Istanbuler Profiliga) teil. Bis zu diesem Zeitpunkt hatte in der Türkei keine nationale Liga existiert, sondern nur regionale Ligen in den größeren Ballungszentren, von welchen İstanbul Profesyonel Ligi (dt.: Istanbuler Profiliga) die renommierteste gewesen war. Diese Liga ersetzte erst im Sommer 1952 die İstanbul Futbol Ligi und wurde bis zum Sommer 1956 ohne Abstieg ausgetragen. Da immer mehr Vereine die Teilnahme an der Istanbuler Profiliga beantragten und die Verantwortlichen die Attraktivität dieser Liga erhöhen wollten, wurde die 2. Istanbuler Profiliga eingeführt. Der Meister dieser Liga sollte fortan den Absteiger aus der 1. Istanbuler Profiliga ersetzen und die Nachfrage der übrigen Istanbuler Vereine begleichen. Yürür startete somit seine Profikarriere in dieser Liga.
Durch seine Tätigkeit in dieser neuen Liga fiel er besonders Mannschaften aus der 1. Istanbuler Profiliga auf und erhielt mehrere Angebote. Yürür entschied sich für das Angebot von Beykozspor und wechselte im Sommer 1957 gegen ein Transferhandgeld von 12.000 Türkischen Lira und einem monatlichen Gehalt von 300 Lira zu diesem Verein. Da er bei Sarıyer einen Amateurvertrag besaß, konnte er ablösefrei den Verein verlassen. Bei diesem neuen Klub etablierte er sich auf Anhieb und wurde in seiner ersten Saison mit sieben Saisontoren hinter seinem Teamkollegen Nusret Dalkıran zweiterfolgreichster Torschütze seiner Mannschaft. In seiner zweiten Spielzeit erzielte er acht Saisontore und wurde zusammen mit Şirzat Dağcı der erfolgreichste Torjäger seiner Mannschaft. Ab Frühjahr 1959 nahm Yürür mit der Mannschaft an der neugegründeten und landesweit ausgelegten Millî Lig (der heutigen Süper Lig) teil. Diese Liga löste die regionalen Ligen in den größeren Ballungszentren, wie z. B. die İstanbul Profesyonel Ligi, als höchste türkische Spielklasse ab. In der ersten Spielzeit der Millî Lig wurde die Meisterschaft in zwei Runden ausgetragen. In der ersten Runde fand das Ligasystem in zwei separaten Gruppen statt. In der zweiten Runde entschieden die beiden Gruppenersten in einem Finale mit Hin- und Rückspiel die Meisterschaft unter sich. Yürür nahm mit seiner Mannschaft in der Gruppe Weiß am Wettbewerb teil. Hier belegte er mit Beykozspor den vorletzten Tabellenplatz. Yürür absolvierte alle vierzehn Ligaspiele seiner Mannschaft und erzielte zwei Tore.

#### Galatasaray Istanbul
In dieser ersten Spielzeit der Millî Lig begann er, statt wie bisher im offensiven Mittelfeld, im defensiven Mittelfeld zu spielen. Durch diese neue Position wurde er für mehrere größere Vereine attraktiv, sodass die vier zahlungskräftigsten Vereine Beşiktaş Istanbul, Fenerbahçe Istanbul, Galatasaray Istanbul und Karagümrük SK Yürür und seinem Verein ein Transferangebot unterbreiteten. Um Yürür zu halten, bot ihm sein Verein ebenfalls einen neuen Vertrag an. Nach diesen Entwicklungen entführten die Verantwortlichen Yürür mit dessen Zustimmung und hielten ihn bis zum Start der Transferperiode an einem unbekannten Ort fest. Mit dem Start der Transferperiode unterschrieben sie mit Yürür einen Vertrag und machten seinen Wechsel zu Galatasaray rechtskräftig. Sein Debüt für Galatasaray absolvierte er in der Partie des zweiten Spieltags gegen Feriköy SK. Fortan wurde er vom Trainer Leandro Remondini als Stammspieler eingesetzt, absolvierte in seiner ersten Saison 34 der möglichen 38 Ligaspiele und wurde türkischer Nationalspieler. In der Spielzeit 1960/61 wurde Remondini durch die ehemalige Galatasaray-Legende Gündüz Kılıç als Spieler abgelöst. Unter diesem Trainer behielt Yürür seinen Stammplatz und lieferte sich mit seiner Mannschaft über die gesamte Saison mit dem Erzrivalen Fenerbahçe ein Kopf-an-Kopf-Rennen um die türkische Meisterschaft. Am Saisonende entschied Fenerbahçe mit einem Punkt unterschied die Meisterschaft für sich. Im Sommer 1961 begann Yürür seinen Militärdienst und stand seinem Verein in den Ligaspielen nicht zur Verfügung. Er nahm mit Sondergenehmigung an einigen Trainingseinheiten teil und absolvierte auch für die Türkische Nationalmannschaft mehrere Spiele. Seine Mannschaft beendete währenddessen die Erstligaspielzeit 1961/62 als Tabellenerster und gewann so die erste türkische Meisterschaft der Vereinsgeschichte. Yürür gewann dadurch seinen ersten Titel auf Vereinsebene, ohne dabei sein Pflichtspiel für seinen Verein absolviert zu haben. In der nächsten Spielzeit, der Spielzeit 1962/63, wurde die Millî Lig in zwei Etappen ausgetragen. Die erste Etappe wurde in einer zweigleisigen Liga mit je elf Mannschaften ausgespielt und endete im März 1963. Anschließend spielten die Mannschaften auf den Tabellenplätzen eins bis sechs in der 2. Etappe in einer Finalrunde den Meister aus. Yürür fiel durch seinen Militärdienst in der ersten Etappe aus, kehrte aber zur zweiten Etappe in den Mannschaftskader zurück. Er absolvierte alle 22 Spiele der Finalrunde und schaffte mit seiner Mannschaft die Titelverteidigung der türkischen Meisterschaft. Dadurch wurde Yürü Teil jener Mannschaft, die als erste die türkische Meisterschaft zweimal in Folge gewinnen konnte. Seine Mannschaft gewann in dieser Saison auch den frisch eingeführten Türkischen Fußballpokal und wurde damit sowohl erster türkischer Pokalsieger als auch erster türkischer Double-Sieger. Zudem schaffte es Yürürs Team im Europapokal der Landesmeister der Saison 1962/63 bis ins Viertelfinale zu kommen und erreichte so die bis dahin beste Platzierung einer türkischen Mannschaft in diesem Wettbewerb und in allen europäischen Vereinswettbewerben überhaupt. In den nächsten vier Spielzeiten verfehlte Yürür mit seiner Mannschaft die türkische Meisterschaft, gewann aber in den ersten drei Spielzeiten erneut den Türkischen Fußballpokal. Nach vier titellosen Spielzeiten in der türkischen Meisterschaft wurde im Sommer 1967 der langjährige Trainer Gündüz Kılıç durch Bülent Eken abgelöst. Auch unter diesem neuen Trainer behielt Yürür seinen Stammplatz. Nachdem auch mit diesem Trainer die erhoffte türkische Meisterschaft ausblieb, wurde im Mannschaftskader eine Revision durchgeführt.

#### Izmirspor und Mersin İdman Yurdu
Als Folge dieser Revision wurde Yürür gegen eine Ablöse von 70.000 Lira an den Ligakonkurrenten Altınordu Izmir abgegeben. Dieser Wechsel kam allerdings letztlich doch nicht zustande, sodass Yürür vor dem Saisonstart zu Izmirspor wechselte. Bei diesem neuen Verein etablierte er sich auf Anhieb als Stammspieler. Nachdem sein Verein nach einer Saison in die 2. Futbol Ligi abstieg, verließ Yürür diesen Klub.
Nach seinem Abschied von Izmirspor heuerte er beim Erstligisten Mersin İdman Yurdu an. Ausschlaggebend an diesem Wechsel war der Umstand, dass mit Kadri Aytaç ein ehemaliger Teamkamerad von Yürür bei Mersin İY jetzt als Teammanager arbeitete und mit Tarık Kutver ein weiterer ehemaliger Kamerad sich im Mannschaftskader befand. Auch bei diesem Klub etablierte sich Yürür auf Anhieb als Leistungsträger. Sein Verein beendete die Erstligasaison 1. Lig 1969/70 auf dem 4. Tabellenplatz und erreichte damit die beste Erstligaplatzierung seiner Vereinsgeschichte. Yürür spielte nach dieser Spielzeit zwei weitere für Mersin İY und verließ dann im Sommer 1972 diesen Klub.

#### Kasımpaşa Istanbul und Davutpaşa Istanbul
Im Sommer 1972 wechselte Yürür zum Istanbuler Drittligisten Kasımpaşa SK. Hier etablierte er sich auf Anhieb zum Leistungsträger. Nachdem mit Kasımpaşa das erklärte Saisonziel des Aufstiegs verfehlt wurde, wechselte Yürür innerhalb der Stadt und der Liga in der Funktion des Spielertrainers zu Davutpaşa SK.

#### Karriereende
Im Sommer 1974 verkündete Yürür seine Absicht, mit einem Abschiedsspiel seine Karriere zu beenden. Zu diesem Zweck erhielt er von Galatasaray eine Zusage und organisierte ein Spiel, in dem eine Auswahl von ehemaligen und aktuellen Spielern Galatasarays gegen eine Auswahlmannschaft von ehemaligen und aktuellen Spielern diverser Erstligavereine, allen voran von Fenerbahçe Istanbul und Beşiktaş Istanbul, antreten sollten. Für das zum 9. Juni 1974 angesetzte Abschiedsspiel gaben nahezu alle gefragten Stars und Mannschaften ihre Zusage. So verabschiedete sich Yürer mit dieser Begegnung vom aktiven Fußballbetrieb.

### Nationalmannschaft
Yürür startete seine Nationalmannschaftskarriere während seiner Zeit bei Sarıyer SK mit einem Einsatz für die türkische U-18-Nationalmannschaft. Im Rahmen eines Testspiels gegen die polnische U-18-Nationalmannschaft wurde er in das Aufgebot dieser Auswahl nominiert und gab hier in der ersten Begegnung gegen die libanesische Amateurnationalmannschaft sein Länderspieldebüt. In den nächsten zwei Jahren spielte er fünf weitere Male für die türkische U-18.
Nach seinem Wechsel zu Galatasaray Istanbul wurde er im Laufe seiner zweiten Saison für diesen Verein auch vom damaligen Nationaltrainer Sandro Puppo für ein Testspiel in den Kader der türkischen Nationalmannschaft berufen und gab in der Partie gegen die bulgarische Nationalmannschaft sein Debüt. In den nächsten zwei Jahren zählte er zu den ständig nominierten Nationalspielern. Nachdem er am 16. Dezember 1962 gegen die äthiopische Nationalmannschaft sein letztes Länderspiel absolviert hatte, wurde er nahezu drei Jahre nicht mehr berücksichtigt. Erst im Jahr 1965 wurde er wieder für die Nationalauswahl interessant und absolvierte in diesem Jahr drei Spiele. Nach diesen Spielen blieb er drei Jahre ohne Nominierung.
Nach diesen drei Jahren wurde er im Rahmen eines Testspiels gegen die polnische Nationalmannschaft noch einmal für den Kader nominiert und absolvierte in dieser Begegnung vom 24. April 1968 sein letztes Länderspiel.

## Trainerkarriere
Seine erste Tätigkeit als Trainer führte er bereits in seiner letzten Station als Fußballspieler aus, als er den Istanbuler Drittligisten Davutpaşa SK als Spielertrainer betreute.
Im Sommer 1982 begann er bei Galatasaray als Jugendtrainer zu arbeiten. Zwei Jahre später übernahm er zur Saison 1984/85 beim Drittligisten Çorluspor das Amt des Cheftrainers. Im Oktober 1985 übernahm er den Drittligisten Silivrispor als Cheftrainer und arbeitete hier bis in das Jahr 1987. Zur Saison 1989 wurde er bei İstanbulspor als neuer Trainer vorgestellt, blieb aber in dieser Funktion lediglich bis zum November 1989 und wurde durch Ali Yavaş ersetzt. Im Sommer 1990 übernahm er Düzcespor als Cheftrainer und zur Saison 1991/92 Vefa Istanbul. In der Saison 1998/99 trainierte er den Istanbuler Verein Anadolu Hisarı İdman Yurdu.

## Erfolge als Spieler
- Mit Galatasaray Istanbul
  - Meister: 1961/62, 1962/63
  - Pokalsieger: 1962/63, 1963/64, 1964/65, 1965/66
  - Präsidenten-Pokalsieg: 1965/66
  - Pokal des Türkischen Sportjournalisten-Vereins: 1963/64, 1966/67
  - Viertelfinalist im Europapokal der Landesmeister: 1962/63